# Assyriska erövringen av Aram

Arameiska stater vid de nya assyriska rikets uppkomst.

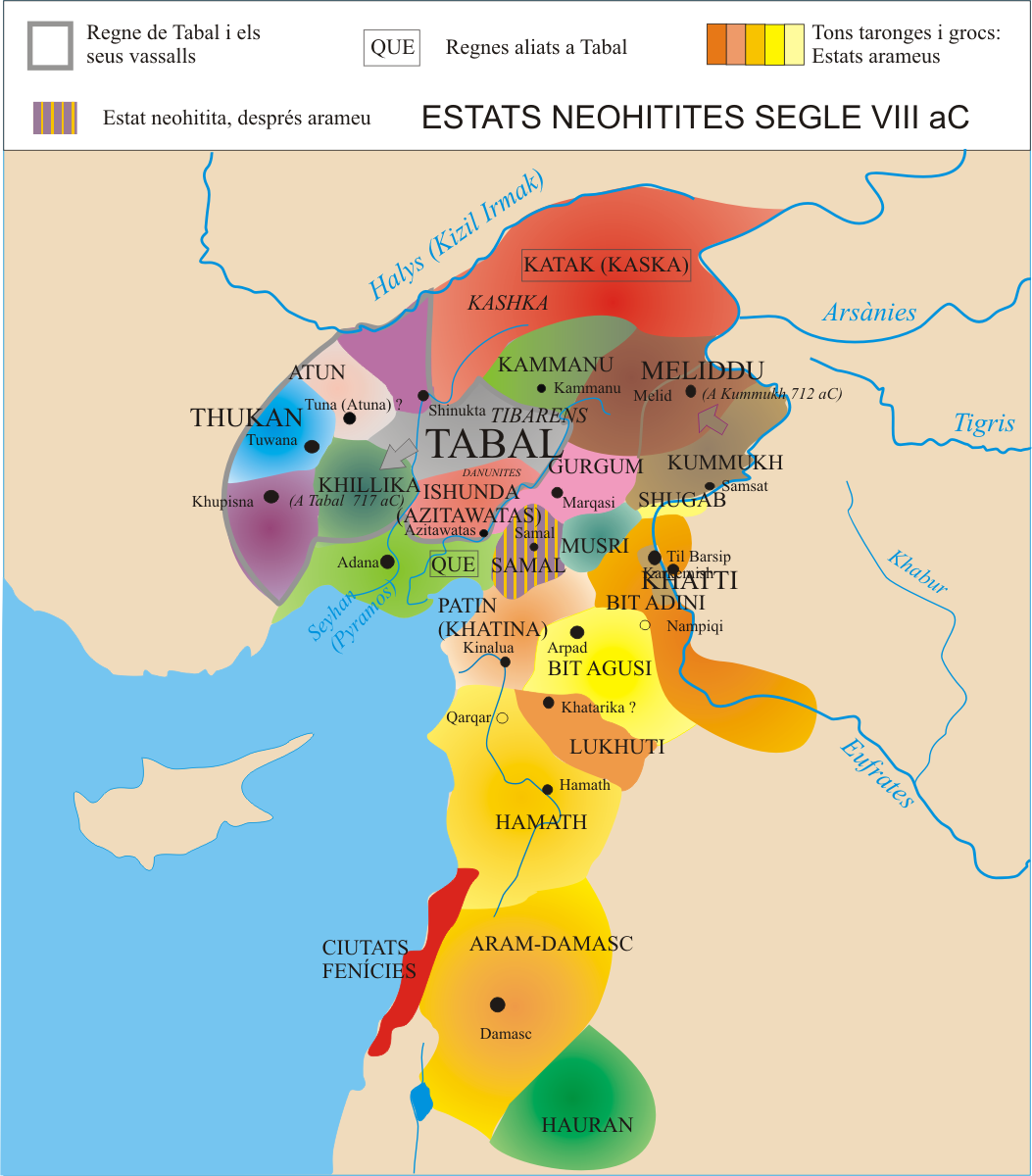
Stater i norra Levanten under Assyriska erövringen av Aram.

Den assyriska erövringen av Aram är benämningen på en serie kampanjer mellan 856 f.Kr. och 732 f.Kr., då det nya assyriska imperiet erövrade arameiska, feniciska, Suteiska och ny-hettitiska stater i Levanten. Under perioden kallades Levanten och Syrien för Aramea av assyrierna. 

## Bakgrund
Delar av den östra Levanten hade redan under det forna assyriska imperiet (2025-1750 f.Kr.) utgjort rikets västra del och under det mellersta Assyriska imperiet (1365-1020 f.Kr.) hade assyrierna skapat ett gigantiskt imperium som sträckte sig från Medelhavets östkust till dagens Iran och från Kaukasus i norr till Arabiska halvön i söder. Det var under denna period som Araméerna för första gången dök upp i området. De invandrande arameiska stammarna kuvades snabbt av assyrierna men ett inbördeskrig under kung Ashur-bel-kala (1074-1056 f.Kr.) resulterade i att assyrierna tvingades dra sig tillbaka till sitt kärnland och de tidigare erövrade folkslagen i Levanten gjorde sig därmed självständiga. Assyrierna höll kvar i vad som idag är norra Irak, nordöstra Syrien, sydöstra Turkiet och bergstrakterna i nordvästra Iran men de var under konstanta anfall från de kringliggande självständiga staterna och deras imperium hade splittrats fullständigt.

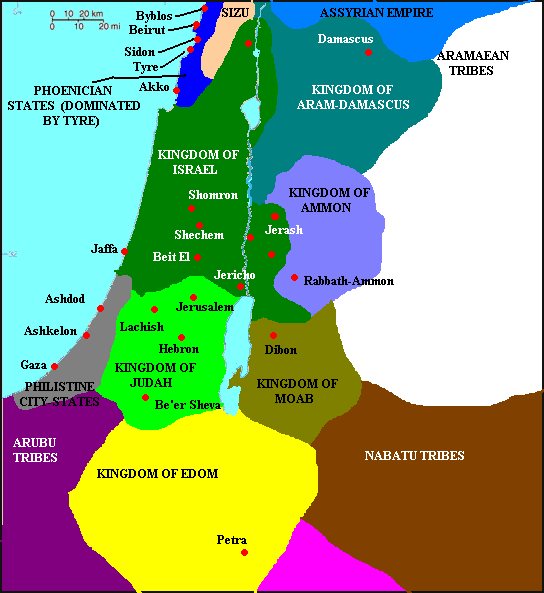
Stater i södra Levanten strax innan slaget vid Karkar.

### Syrien
Det som idag är Syriens inland hade länge bebotts av Amoriter och Eblaiter och ansågs vara deras land. Araméernas ankomst och det Assyriska rikets kollaps hade dock lett till att dessa folkslag drivits iväg och området bestod nu av flera arameiska småkungadömen. Dessa var Aram-Damaskus, Hamath, Bit Adini, Bit Bahiani, Bit Hadipe, Aram-Bet Rehob, Aram-Zobah, Bit-Zamani, Bit-Halupe och Aram-Ma'akah. Detta resulterade i att området fick det nya namnet Aram istället för Amarru som det tidigare kallats. i det syriska inlandet levde även arameiska nomadstammar så som Gambulu, Litau och Puqudu. Araméerna i det syriska inlandet var ett av de största hoten mot det assyriska kärnlandet och strider mellan dem och assyrierna var frekventa, sakta men säkert började araméerna dock pressa sig in i Assyrien.

### Norra Levanten
I området av vad som senare skulle bli Kilikien hade resterna av det Hettitiska imperiet efter Assyriens fall bildat flera så kallade ny-hettitiska småkungadömen och ned längsmed den syriska och libanesiska kusten hade fenicierna slagit sig ned och bildat stadsstaterna  Tyros, Sayda, Berytus, Arwad, Simyra, och Onoba. namnet fenicier gavs senare till dem av grekerna och under perioden fanns inget känt specifikt namn på folkgruppen. Dåtidens stater gjorde dock skillnad på dem och araméerna och visste att de var olika folkslag. Ökentrakterna i sydvästra Syrien befolkades av arameiska stammar och semitiska sutéer.

### Södra Levanten
I vad som idag är Israel, Jordanien och Sinaiöknen levde de kananitiska semiterna. De levde i mindre kungariken bestående av Israel, Juda, Ammon, Edom och Moab. Även här fanns nomadstammar i form av sutéerna och Amalkiterna. Dessa riken delade ursprung och språk men inte mycket mer och de låg ofta i krig med varandra. Samtliga av dem utsattes även för egyptiska räder och var ibland vasaller till det egyptiska riket. Längsmed kusten i dagens Israel levde filistéerna som sannolikt var ett europeiskt folkslag som bosatt sig där under bronsålderskollapsen och som ursprungligen kom från norra Medelhavets övärld.

## Assyriska erövringen
Det nya assyriska riket anses ha uppstått i och med att Adad-nirari II kröntes till kung av Assyrien. Adad-nirari spenderade större delen av sin tid som kung med att driva ut de arameiska stammar som lyckats ta sig in i riket och han stärkte det assyriska kärnlandets gränser mot vidare intrång. Kung Assurnasirpal II (883-859 f.Kr.) kom sedan att bli den första ny assyriska kungen som på allvar började utvidga riket igen. Han stred först mot babylonierna och erövrade det babyloniska rikets norra delar. Efter det tvingades han slå ned några uppror i de nyerövrade områdena innan han slutligen vände västerut. Assurnasirpal erövrade där stora delar av östra och norra Aram innan han begav sig till Medelhavets östkust och tvingade till sig tribut från de feniciska stadsstaterna. När Ashurnasirpal avled hade det assyriska imperiet nästan fördubblats i sin storlek.
Assurnasirpal II efterträddes av Salmanassar III (859-824 f.Kr) som fortsatte sin föregångares erövringskampanjer. 856 f.Kr. erövrade han Bit Adini och sedan drev han ut hettiterna från Karkemish. En stor koalition av riken formades nu för att stoppa den assyriska framfarten. Araméer, fenicier, ny-hettiter, sutéer, egypter (omdebatterat), israeler och araber (första konfirmerade benämningen av araber i världshistorien) slog sig samman för att tillsammans krossa Shalmaneser III och hans imperium medan Babylon och Elam angrep riket från öst. De samlade rikena mötte Shalmaneser och hans armé i det kända slaget vid Karkar som dock verkar ha slutat oavgjort. Assyrierna påstår i sina källor att de segrade i slaget men moderna forskare bedömer detta som osannolikt då Assyrien under en längre tid därefter utförde kampanjer mot området om och om igen. Då koalitionen misslyckats med att krossa den assyriska armén kunde Shalmaneser dock erövra vissa av koalitionsrikena bit för bit och vid hans död hade större delen av norra Levanten antingen fallit till Assyrien eller tvingats till att bli vasallkungadömen.
Under kung Shamshi-Adad V (823-811 f.Kr.) och drottning Shammuramat (811-806 f.Kr.) gjordes inga fler kampanjer i Levanten, detta då de var tvungna att besegra den Babylon-elamitiska koalitionen och även utkämpa ett inbördeskrig. Babylon tvingades kapitulera av assyrierna året efter slaget vid Dur-Papsukkal och även inbördeskriget vanns av Shammuramat.
Shamshi-Adad och Shammuramats son Adad-nirari III kröntes till kung 806 f.Kr. och han beslutade sig för att återuppta kampanjerna mot Levanten. Han erövrade Aram-Damaskus som plundrades men kunde dock inte behålla området. Aram-Damaskus kom dock aldrig att återhämta sig från erövringen.
De följande tre kungarna Salmanassar IV(783–773 f.Kr.), Ashur-dan III (772-755 f.Kr.) och Ashur-nirari V (754-745 f.Kr.) utförde inga nya kampanjer i Levanten då de var upptagna med uppror och intriger i imperiets adelsklass och armé.
När Tiglat-Pileser III (744-727 f.Kr.) kom till makten 744 f.Kr. beslutade han sig för att än en gång återuppta Assyriens kampanjer i Levanten. Han krossade Aram-Damaskus som därefter slutade existera som kungadöme och drog sedan vidare in i södra Levanten som han erövrade. Därefter kom Aram och Levanten att förbli en del av det assyriska imperiet fram till dess fall 612 f.Kr. Norra delen av Aram skulle dock förbli under resterna av det assyriska imperiet fram tills 599 f.Kr.

## Efterspel
Efter Assyriens fall 612 f.Kr. kom Aram och Levanten att erövras av det nya babyloniska imperiet som existerade från 612 f.Kr. till 539 f.Kr.. När de föll till perserna blev området istället del av Persiska riket. Efter Alexander den stores erövring av Perserriket och död blev området del av det seleukidiska riket och Aram fick nu namnet Syrien då det en gång styrts av assyrier. Befolkningen i området kom därmed att kallas för Syrier även om de egentligen var fenicier och araméer. Assyrierna fortsatte dock att benämnas som en separat folkgrupp och de levde kvar i sitt forna kärnland Assyrien som dock aldrig skulle bli ett eget rike igen.